# Jednostki artylerii Wojska Polskiego
Jednostki artylerii Wojska Polskiego – spis polskich jednostek artylerii: ich organizacja, geneza, podległość i przeformowania; miejsce stacjonowania.

## Artyleria Wojska I Rzeczypospolitej
Korpus Artylerii Koronnej
- Brygada Cekhauzu Warszawskiego
- Brygada Cekhauzu Kamienieckiego

od 1790
- 1 Brygada Artylerii w Warszawie
- 2 Brygada Artylerii w Poznaniu
- 3 Brygada Artylerii w Połonnem na Ukrainie
- 4 Brygada Artylerii w Winnicy na Podolu
- 5 Brygada Artylerii w Kamieńcu Podolskim

Arsenały (do XVII wieku - cekhauzy)
- Arsenał Królewski w Krakowie
- Arsenał Królewski w Warszawie
- Arsenał Zamojski
- Stary i Nowy Arsenał w Wilnie
- Wielka i Mała Zbrojownia w Gdańsku

## Artyleria w okresie zaborów
- Batalion Artylerii (Legiony Polskie we Włoszech)
- 1 Batalion Artylerii -  powstała w 1807 jednostka WP Księstwa Warszawskiego; ze składu 1 Legii księcia Poniatowskiego;
- 2 Batalion Artylerii -  powstała w 1807 jednostka WP Księstwa Warszawskiego; ze składu 2 Legii gen. Zajączka;
- 3 Batalion Artylerii -  powstała w 1807 jednostka WP Księstwa Warszawskiego; ze składu 3 Legii gen. Dąbrowskiego;
- Pułk Artylerii Pieszej Księstwa Warszawskiego - sformowany w 1810;
- Pułk Artylerii Konnej Księstwa Warszawskiego
- Brygada Artylerii Lekkokonnej - jednostka WP Królestwa Kongresowego; sztab stacjonował w Łęczycy
- 1 Brygada Artylerii Pieszej - jednostka WP Królestwa Kongresowego; sztab stacjonował w Grójcu;
- 2 Brygada Artylerii Pieszej - jednostka WP Królestwa Kongresowego; sztab stacjonował w Kocku;
- Korpus Rakietników - jednostka WP Królestwa Kongresowego; sztab stacjonował w Warszawie;

## Artyleria w II RP
- 1 Brygada Artylerii

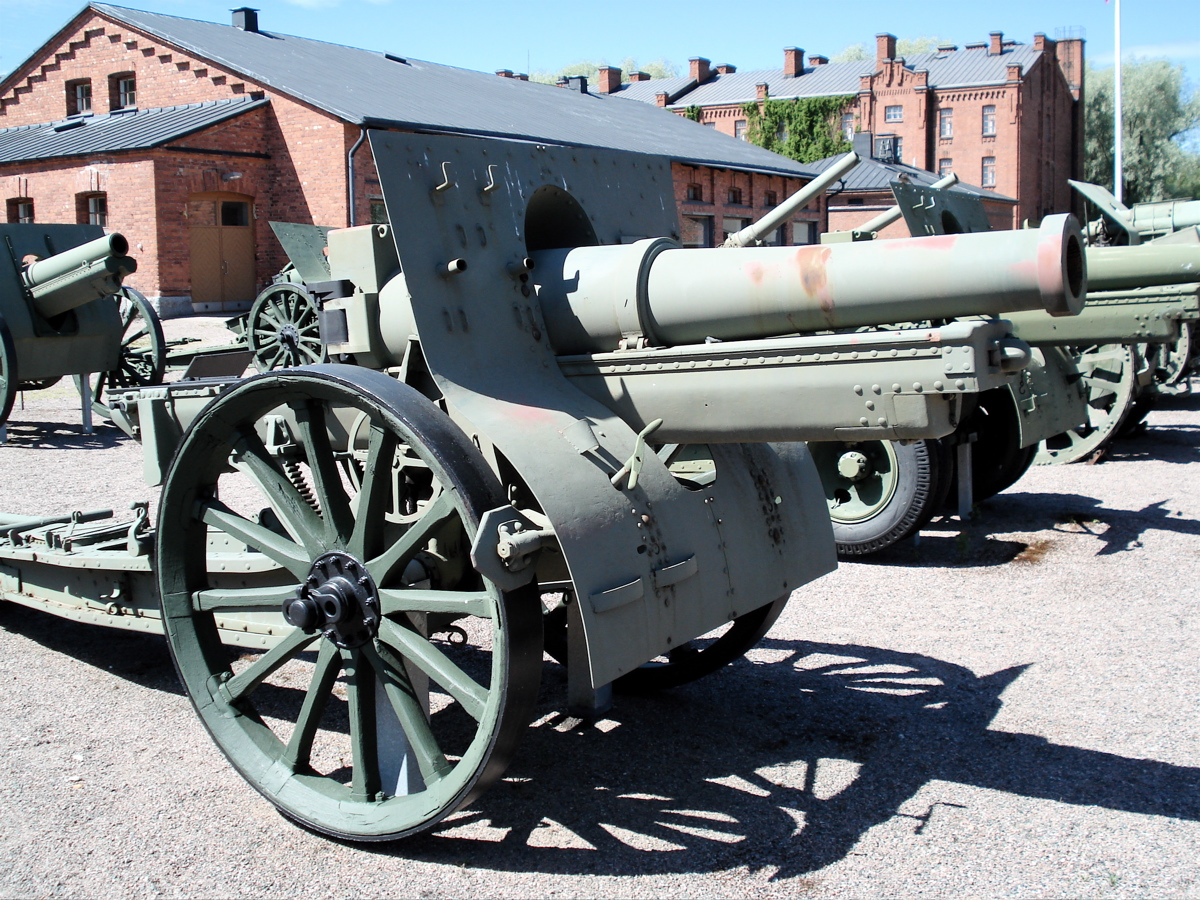
155 mm haubica wz. 17

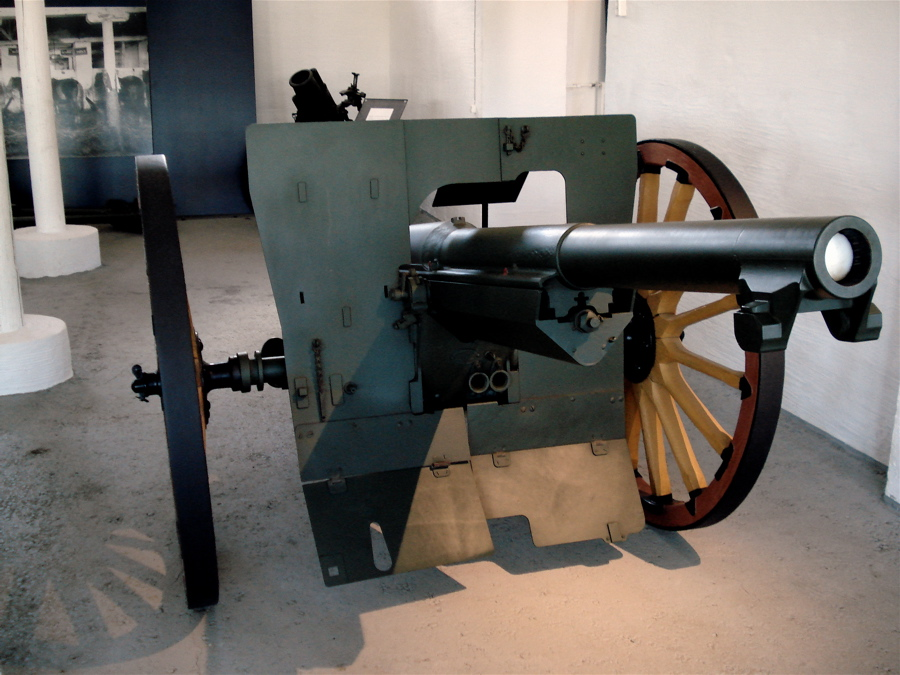
Armata 75 mm wz. 1897

- 1 Brygada Artylerii Wojsk Wielkopolskich (1919) → 14 BA
- 2 Brygada Artylerii
- 2 Brygada Artylerii Wojsk Wielkopolskich (1919) → 15 BA
- 3 Brygada Artylerii
- 3 Brygada Artylerii Wojsk Wielkopolskich (1919) → 17 BA
- 4 Brygada Artylerii
- 5 Brygada Artylerii
- 6 Brygada Artylerii
- 7 Brygada Artylerii
- 8 Brygada Artylerii
- 9 Brygada Artylerii
- 10 Brygada Artylerii
- 11 Brygada Artylerii
- 12 Brygada Artylerii
- 13 Brygada Artylerii
- 14 Brygada Artylerii (1919-1921)
- 15 Brygada Artylerii (1919-1921)
- 16 Brygada Artylerii
- 17 Brygada Artylerii (1919-1921)
- 18 Brygada Artylerii
- 19 Brygada Artylerii (1920-1921)
- 20 Brygada Artylerii (1920-1921)
- 21 Brygada Artylerii (1920-1921)
- 22 Brygada Artylerii (1920-1921)

## Artyleria Polskich Sił Zbrojnych

### Pułki artylerii

#### We Francji
- 1 Wileński pułk artylerii lekkiej - 1 Dywizja Grenadierów
- 1 Pomorski pułk artylerii ciężkiej - 1 Dywizja Grenadierów
- 2 Warszawski pułk artylerii lekkiej - 2 Dywizja Strzelców Pieszych
- 2 Modliński pułk artylerii ciężkiej - 2 Dywizja Strzelców Pieszych
- 3 pułk artylerii lekkiej - 3 Dywizja Piechoty
- 3 pułk artylerii ciężkiej - 3 Dywizja Piechoty
- 4 pułk artylerii lekkiej - 4 Dywizja Piechoty
- 4 pułk artylerii ciężkiej - 4 Dywizja Piechoty

#### W Afryce Północnej i na Bliskim Wschodzie
- Karpacki pułk artylerii

#### W PSZ w ZSRR
- 5 pułk artylerii lekkiej - pułk artylerii 5 DP
- 6 pułk artylerii lekkiej - pułk artylerii 6 DP
- 7 pułk artylerii lekkiej - pułk artylerii 7 DP
- 8 pułk artylerii lekkiej - pułk artylerii 8 DP
- 9 pułk artylerii lekkiej - pułk artylerii 9 DP
- 10 pułk artylerii lekkiej - pułk artylerii 10 DP
- 7 pułk artylerii ciężkiej - pułk artylerii 7 DP
- 8 pułk artylerii ciężkiej - pułk artylerii 8 DP
- 9 pułk artylerii ciężkiej - pułk artylerii 9 DP

#### W Wielkiej Brytanii
- 1 pułk artylerii ciężkiej (I KP)
- 1 pułk artylerii lekkiej (1 DGren)
- 14 pułk artylerii lekkiej (4 DP)
- 15 pułk artylerii lekkiej (4 DP)
- 1 pułk artylerii motorowej (1 DPanc)
- 2 pułk artylerii motorowej (1 DPanc)
- 3 pułk artylerii motorowej[1] (2 DGPanc., 4 DP)
- 1 pułk artylerii przeciwpancernej (1 DPanc)
- 2 pułk artylerii przeciwpancernej (2 DGPanc)
- 4 pułk artylerii przeciwpancernej (4 DP)
- 11 pułk artylerii przeciwpancernej (kadrowy) (I KP)
- 2 pułk pomiarów artylerii (kadrowy) (I KP)

#### W Armii Polskiej na Wschodzie i 2 Korpusie Polskim

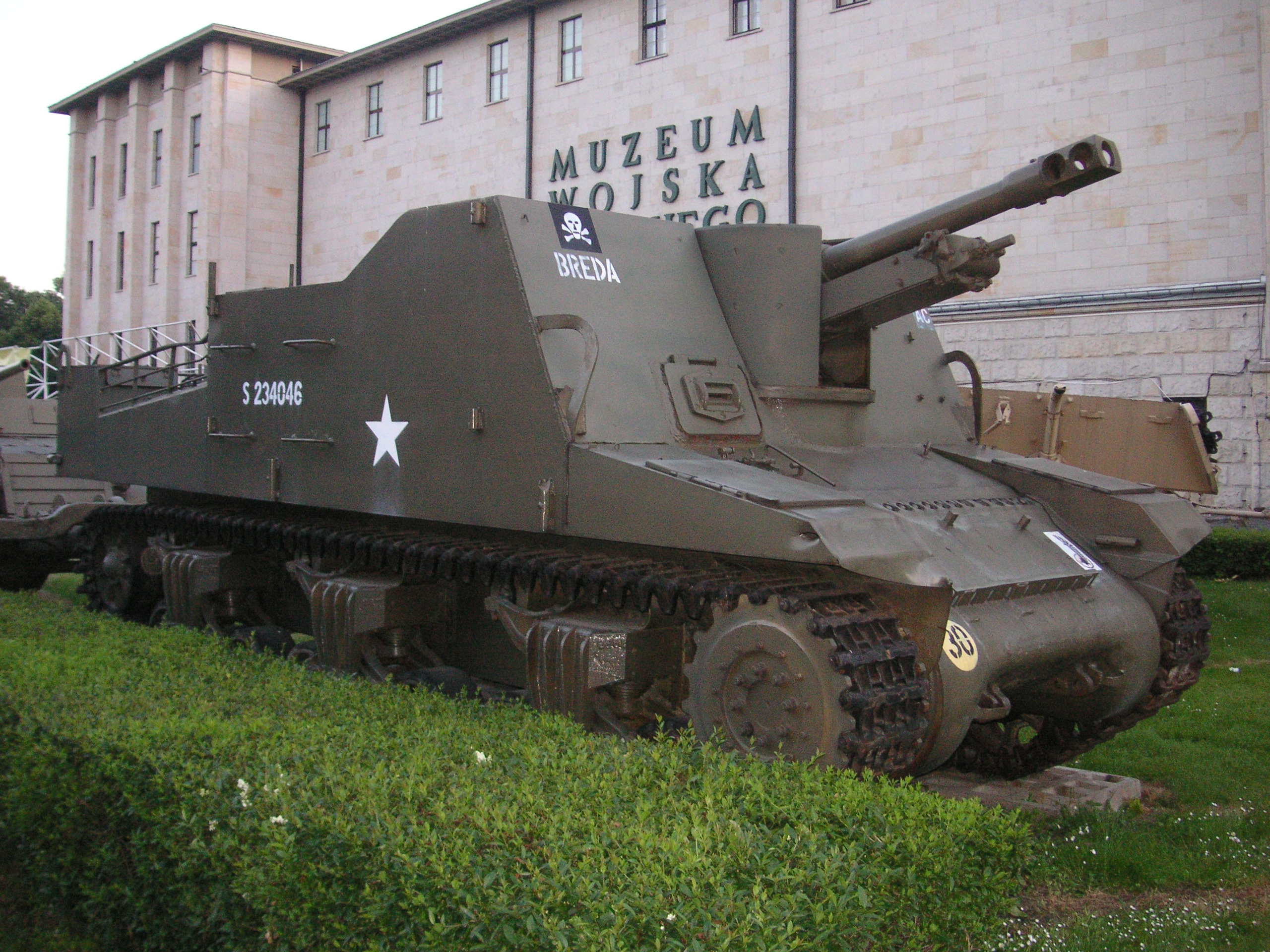
Sexton

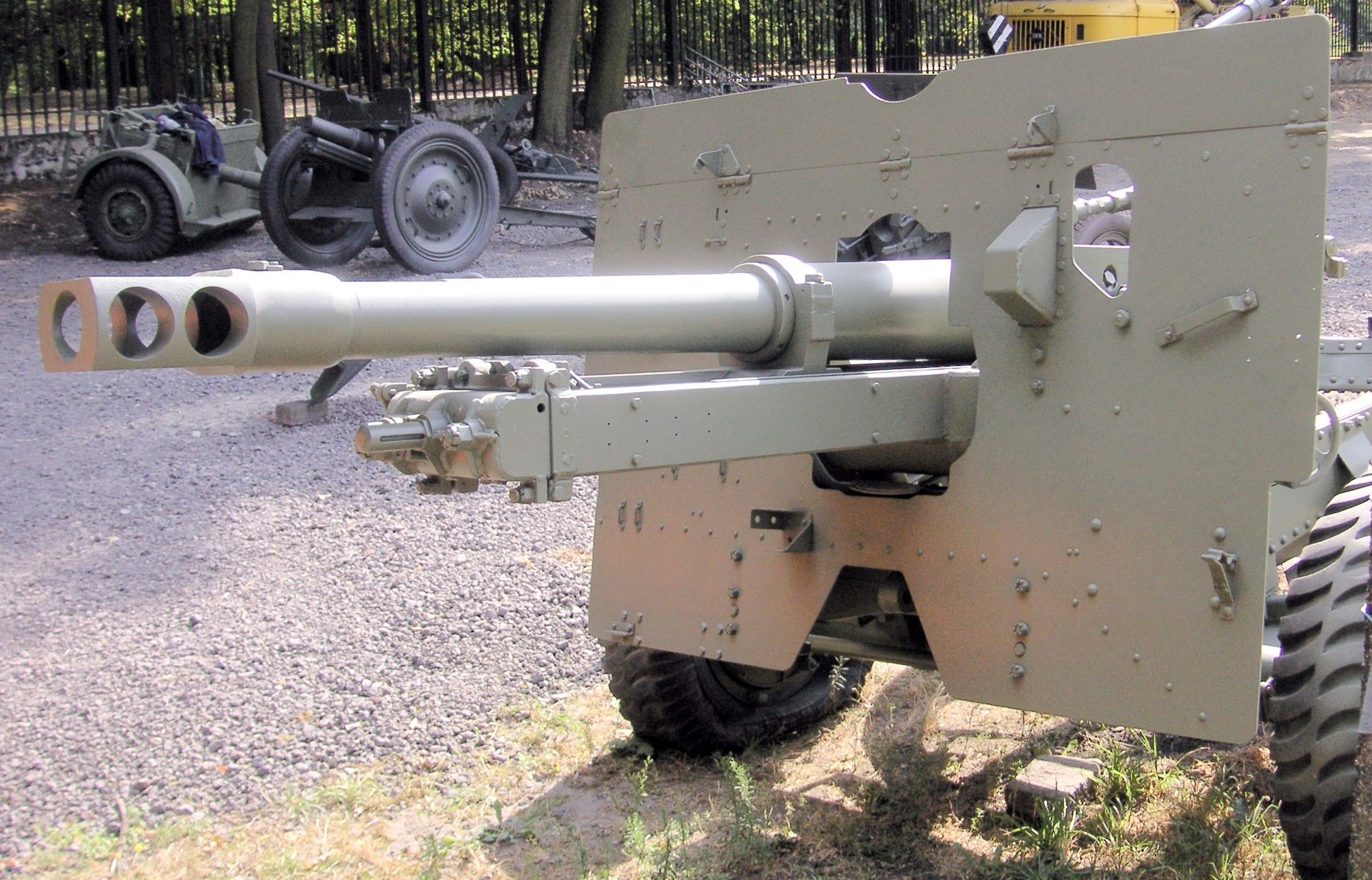
Angielska haubicoarmata 25-funtowa

- 2 Grupa Artylerii (AP na Wsch., 2 KP)
- 1 Karpacki pułk artylerii lekkiej (3 DSK)
- 2 Karpacki pułk artylerii lekkiej (3 DSK)
- 3 Karpacki pułk artylerii lekkiej (3 DSK)
- 4 Kresowy pułk artylerii lekkiej (5 KDP)
- 5 Wileński pułk artylerii Lekkiej (5 KDP)
- 6 Lwowski pułk artylerii Lekkiej (5 KDP)
- 7 pułk artylerii lekkiej (2 GA) → 7 pułk artylerii konnej
- 8 pułk artylerii lekkiej (2 DPanc) → 8 Pomorski pułk artylerii lekkiej
- 9 pułk artylerii lekkiej (2 GA) → 9 Pułk Artylerii Najcięższej
- 10 pułk artylerii ciężkiej (2 GA)
- 11 pułk artylerii ciężkiej (2 GA)
- 12 pułk artylerii ciężkiej (2 GA)
- 13 pułk artylerii ciężkiej (2 GA)
- 8 (16) pułk artylerii lekkiej (2 WDPanc)
- 17 pułk artylerii mieszanej (7 DP)
- 7 pułk artylerii konnej (2 GA, 2 DPanc)
- 3 Karpacki pułk artylerii przeciwpancernej (3 DSK)
- 5 Kresowy pułk artylerii przeciwpancernej (5 KDP)
- 7 pułk artylerii przeciwpancernej (2 KP)
- 1 pułk pomiarów artylerii (2 KP)
- 2 pułk artylerii przeciwpancernej (2 DPanc)

## Artyleria ludowego Wojska Polskiego
W ludowym Wojsku Polskim zachowano ciągłość numeracji dla jednostek artylerii naziemnej i artylerii przeciwlotniczej, a w latach 1944-1945 również dla oddziałów artylerii samochodowej (samobieżnej). Związkom taktycznym i oddziałom formowanym w latach 50. XX wieku nadawane były kolejne numery. W latach 60. XX wieku rozpoczęto proces przekazywania istniejącym jednostkom artylerii „dziedzictwa tradycji, historycznych nazw i numerów” jednostek LWP, które walczyły w II wojnie światowej. Strzałka (→) oznacza przeformowanie lub przemianowanie jednostki wojskowej. Kursywą zaznaczono tzw. jednostki czasu „W” - jednostki mobilizowane lub oddziały (ZT) planowane do sformowania. 

### Dywizje artylerii
- 2 Łużycka Dywizja Artylerii (1944-1945) → 12 BAC (1945-1951) → 8 DAP (1951-1961)
- 5 Dywizja Artylerii (1945) → 13 BAC (1945-1951) → 6 DAP
- 5 Dywizja Artylerii Armat (1956-1957)
- 6 Dywizja Artylerii Przełamania (1951-1956) → 6 BAP
- 8 Dywizja Artylerii Przełamania (1951-1961)
- 10 Dywizja Artylerii Armat (1956-1957)

### Brygady artylerii
- Brygada Artylerii im. Józefa Bema (1943) → 1 Brygada Artylerii Ciężkiej im. Józefa Bema (1943-1945) → 24 dac i 25 dac (1945-1949) → 15 BAC
- 1 Warszawska Brygada Artylerii Armat im. gen. Bema (1967-1989) → 1 Ośrodek Szkolenia Specjalistów Wojsk Rakietowych i Artylerii (1989-1993) → 1 BA
- 1 Samodzielna Brygada Moździerzy (1944-1945)
- 2 Brygada Artylerii Haubic (1944-1945) → 73 pah (1945-1951) → 17 BAH
- 2 Pomorska Brygada Artylerii (1967-1992) → 2 Pomorski Pułk Rakiet
- 3 Brygada Artylerii Haubic (1944-1945) → 74 pah (1945-1951) → 19 BAH
- 3 Warszawska Brygada Artylerii (1969-1993) → 3 Pułk Rakiet im. Króla Stefana Batorego
- 4 Brygada Artylerii Przeciwpancernej (1944-1945) → 76 Manewrowy Pułk Artylerii
- 5 Brygada  Artylerii Ciężkiej (1944-1945) → 80 pac (1945-1946) → 26 dac (1946-1948)
- 5 Pomorska Brygada Artylerii Armat (1967-1990) → 5 Brygada Artylerii Armat (1991-2001)
- 6 Brygada Artylerii Lekkiej (1944-1945) → 68 pah (1945-1951) → 26 BAH
- 6 Brygada Artylerii Przełamania (1956-1957) → 6 Brygada Artylerii Armat (1957-1991)
- 7 Brygada Artylerii Haubic (1944-1945) → 70 pah (1945-1951) → 29 BAH
- 8 Brygada  Artylerii Ciężkiej (1944-1945) → 67 pac (1945-1951) → 33 BAC
- 9 Drezdeńska Brygada Artylerii Przeciwpancernej (1944-1945) → 55 pal
- 10 Brygada  Artylerii Ciężkiej (1944-1945) → 71 pac (1945-1951) → 21 BAC
- 11 Brygada Artylerii Przeciwpancernej (1944-1945)
- 12 Łużycka Brygada Artylerii Ciężkiej (1945-1951) → 8 DAP
- 13 Brygada  Artylerii Ciężkiej (1945-1951) → 6 DAP
- 14 Sudecka Brygada Artylerii Przeciwpancernej (1944-1945) → 54 pal
- 14 Brygada  Artylerii Ciężkiej (1947-1955) → 14 Brygada Artylerii Armat (1955-1957)
- 15 Brygada  Artylerii Ciężkiej (1949-1956) → 15 Warszawska Brygada Artylerii Armat (1956-1967) → 1 BAA
- 16 Brygada Artylerii Armat (1956-1957)
- 17 Brygada Artylerii Haubic (1951-1955)
- 18 Brygada Artylerii im. gen. dyw. Franciszka Jóźwiaka (1962-1992) → 18 Pułk Rakiet
- 19 Brygada Artylerii Haubic (1951-1957)
- 20 Brygada Artylerii (1963-1967) → 2 Pomorska Brygada Artylerii
- 21 Brygada  Artylerii Ciężkiej (1951-1955) → 21 Berlińska Brygada Artylerii Armat (1955-1957)
- 22 Brygada Artylerii Przeciwpancernej (1951-1955)
- 23 Brygada Artylerii Przeciwpancernej (1951-1955)
- 23 Brygada Artylerii Armat (1984-1995) → 23 BA
- 24 Brygada Moździerzy (1953-1955) → 24 Brygada Moździerzy Ciężkich (1955-1961)
- 25 Brygada Artylerii Haubic (1953-1956) → 25 Brygada Artylerii Haubic Ciężkich (1956-1957) → 1 pah
- 26 Brygada Artylerii Haubic (1951-1955)
- 27 Brygada Moździerzy (1953-1955) → 27 Brygada Moździerzy Ciężkich
- 28 Brygada Artylerii Przeciwpancernej (1951-1956)
- 29 Brygada Artylerii Haubic (1951-1956) → 29 Brygada Artylerii Haubic Ciężkich (1956-1957) → 29 BAH
- 30 Brygada Artylerii Haubic Ciężkich (1953-1955)
- 31 Brygada Artylerii Armat (1956-1967) → 5 Pomorska Brygada Artylerii Armat
- 32 Brygada Artylerii Haubic (1953-1961) → 32 Łużycka Brygada Artylerii → 32 Łużycka Szkolna Brygada Artylerii im. gen. broni Bolesława Czarniawskiego
- 33 Brygada Artylerii Ciężkiej (1951-1955) → 33 Brygada Artylerii Armat (1955-1957)
- 34 Brygada Artylerii Haubic Ciężkich (1953-1955)
- 35 Brygada Artylerii Armat (1956-1957) → 115 dah
- 36 Brygada Artylerii (1964-1969) → 3 Warszawska Brygada Artylerii
- 47 Brygada Artylerii Przeciwpancernej

## Artyleria Sił Zbrojnych Rzeczypospolitej Polskiej (1990-2012)

### Brygady artylerii
- 1 Ośrodek Szkolenia Specjalistów Wojsk Rakietowych i Artylerii w Węgorzewie (1989-1993) → 1 BA
- 1 Mazurska Brygada Artylerii im. gen. Józefa Bema w Węgorzewie (1993-2010) → 11 pa
- 2 Brygada Rakiet Operacyjno-Taktycznych w Choszcznie (1991-1993) → 2 pr
- 3 Brygada Rakiet Operacyjno-Taktycznych w Biedrusku (1991-1993) → 3 pr
- 5 Brygada Artylerii Armat w Głogowie (1991-1995) → 5 BA
- 5 Brygada Artylerii w Głogowie (1995-2001)
- 6 Toruńska Brygada Artylerii im. Józefa Bema w Toruniu (1991-2001) → 6 das
- 18 Brygada Artylerii w Bolesławcu (1991-1993) → 18 pr
- 23 Brygada Artylerii Armat (1984-1995) w Zgorzelcu → 23 BA
- 23 Śląska Brygada Artylerii w Zgorzelcu (1995-1998) i w Bolesławcu (1998-2011) → 23 pa
- 32 Ośrodek Szkolenia Wojsk Rakietowych i Artylerii w Orzyszu

### Pułki artylerii (ośrodki materiałowo-techniczne)
- 1 Pułk Artylerii w Bartoszycach (do 1993) → 9 pa
- 1 Ciechanowski Pułk Artylerii Mieszanej im. Marszałka Józefa Piłsudskiego w Ciechanowie (1994-2000) → 1 pa
- 1 Ciechanowski Pułk Artylerii im. Marszałka Józefa Piłsudskiego w Ciechanowie (2000-2010)
- 2 Pułk Artylerii Legionów im. Króla Władysława IV w Szczecinie (do 1995) → 2 pam
- 2 Pułk Artylerii Mieszanej Legionów im. Króla Władysława IV w Szczecinie (1995-2001) → 2 pa
- 2 Pułk Artylerii Legionów im. Króla Władysława IV w Choszcznie (2001-2011)
- 2 Pomorski Pułk Rakiet im. Hetmana Jana Zamoyskiego w Choszcznie (1993-2001)
- 3 Ośrodek Materiałowo-Techniczny w Chełmie (1989-1996) → 3 dappanc
- 3 Pułk Rakiet im. Króla Stefana Batorego w Biedrusku (1993-2001)
- 4 Pułk Artylerii w Kołobrzegu (do 1994) → 4 pam
- 4 Kołobrzeski Pułk Artylerii Mieszanej im. gen. Wincentego Aksamitowskiego w Kołobrzegu (1994-2001)
- 5 Pułk Artylerii w Sulechowie (1993-1998) → 5 pam
- 5 Pułk Artylerii Mieszanej w Sulechowie (1999-2001) → 5 pa
- 5 Lubuski Pułk Artylerii w Sulechowie (od 2001)
- 9 Ośrodek Materiałowo-Techniczny w Morągu (1989-1994) → 16 pappanc
- 9 Bartoszycki Pułk Artylerii w Morągu (1994-2000)
- 10 Śląski Pułk Artylerii Mieszanej im. kadeta Zygmunta Kuczyńskiego w Kędzierzynie-Koźlu (1994-1998)
- 11 Pułk Artylerii im. gen. dyw. Stanisława Kopańskiego w Żarach (1995-2001)
- 11 Mazurski Pułk Artylerii im. gen. Józefa Bema w Węgorzewie (od 2011)
- 13 Kostrzyński Pułk Artylerii im. płk. Mikołaja Gomólickiego w Kostrzynie nad Odrą (1994-1998)
- 14 Pułk Artylerii Przeciwpancernej w Kwidzynie (1967-1994) → 14 pappanc
- 14 Suwalski Pułk Artylerii Przeciwpancernej im. marszałka Józefa Piłsudskiego w Suwałkach (1994-2010) → 14 dappanc
- 16 Pomorski Pułk Artylerii im. gen. dyw. Emila Przedrzymirskiego-Krukowicza w Braniewie (1970-2011)
- 16 Morąski Pułk Artylerii Przeciwpancernej im. gen. Krzysztofa Arciszewskiego w Morągu (1994-2001)
- 17 Gnieźnieński Pułk Artylerii Przeciwpancernej im. Króla Bolesława Chrobrego w Gnieźnie (1995-1998)
- 18 Pułk Rakiet w Bolesławcu (1993-2001)
- 20 Pułk Artylerii Przeciwpancernej w Pleszewie (1967-1993) i Żarach (1993-2001)
- 22 Pułk Artylerii w Sulechowie (1955-1993) → 5 pa
- 23 Śląski Pułk Artylerii w Bolesławcu (od 2012)
- 30 Pułk Artylerii Mieszanej w Stargardzie Szczecińskim (1994-1998)
- 33 Pułk Artylerii w Żarach (1969-1995) → 11 pa
- 37 Ośrodek Materiałowo-Techniczny w Kędzierzynie-Koźlu → 10 pam
- 37 Pułk Artylerii w Stargardzie Szczecińskim (1991-1994) → 30 pam
- 39 Pułk Artylerii w Tarnowskich Górach
- 40 Ośrodek Materiałowo-Techniczny w Jarosławiu (1989-2001)
- 91 Pułk Artylerii Przeciwpancernej w Gnieźnie (1991-1995) → 17 pappanc
- 113 Pułk Artylerii w Kostrzynie nad Odrą (1968-1994) → 13 pa

## Dywizjony artylerii
- 1 Dywizjon Rakiet Taktycznych w Trzebiatowie 8 DZ (1964-1992)
- 1 Dywizjon Artylerii Samobieżnej „Pion” 23 BA w Bolesławcu
- 3 Chełmski Dywizjon Artylerii Przeciwpancernej w Chełmie
- 3 Dywizjon Artylerii Rakietowej w Chełmie
- 4 Dywizjon Rakiet Taktycznych w Malborku 16 DZ (1963-1992)
- 5 Dywizjon Rakiet Taktycznych w Giżycku 1 DZ (1967-1993) → 5 dr
- 5 Dywizjon Rakiet w Giżycku WOW (1993-1994)
- 5 Dywizjon Artylerii Mieszanej w Krakowie 6 BPD (1963-1992)
- 6 Toruński Dywizjon Artylerii Samobieżnej im. gen. Józefa Bema w Toruniu (DWL)
- 7 Dywizjon Rakiet Taktycznych w Budowie (1963-1992) → 2 do 2 pr
- 8 Dywizjon Rakiet Taktycznych w Tarnowskich Górach 10 DZ (1964-1993) → 8 dr
- 8 Dywizjon Rakiet w Tarnowskich Górach KOW (193-1994)
- 10 Dywizjon Rakiet Taktycznych w Żarach 11 DZ (1963-1992)
- 14 Jarosławski Dywizjon Artylerii Przeciwpancernej w Jarosławiu (1993-2001)
- 14 Dywizjon Artylerii Samobieżnej im. gen. bryg. Wacława Wieczorkiewicza w Jarosławiu (21 BSP)
- 14 Dywizjon Artylerii Rakietowej 21 BSP w Jarosławiu (1993-2006)
- 21 Dywizjon Artylerii Mieszanej (1993-2000)
- 40 dywizjon artylerii rakietowej JW 3190 Brzeg[2]

## Artyleria Sił Zbrojnych Rzeczypospolitej Polskiej (po 2012)
Wojska Rakietowe i Artyleria Wojsk Lądowych
- Szefostwo Wojsk Rakietowych i Artylerii Pionu Szkolenia Dowództwa Wojsk Lądowych w Warszawie
- 5 Lubuski Pułk Artylerii w Sulechowie (DWL)
- 11 Mazurski Pułk Artylerii im. gen. Józefa Bema w Węgorzewie (DWL)
- 23 Śląski Pułk Artylerii w Bolesławcu (DWL)
- 14 Dywizjon Artylerii Samobieżnej im. gen. bryg. Wacława Wieczorkiewicza w Jarosławiu (21 BSP)
- 14 Suwalski Dywizjon Artylerii Przeciwpancernej im. Marszałka Józefa Piłsudskiego w Suwałkach (11 pa)